# Región de Erongo

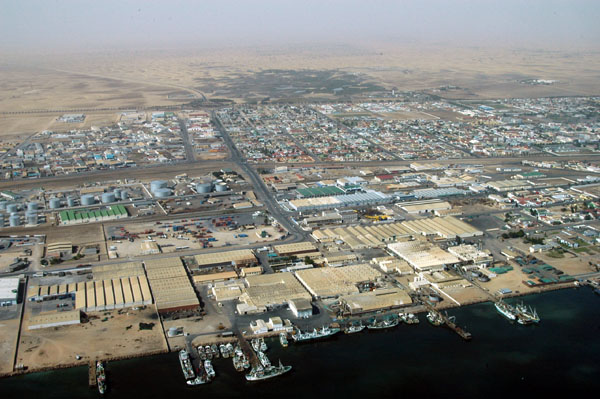
right Walvis Bay, el principal puerto comercial de Namibia

Erongo es una de las 14 regiones de Namibia. Posee un área de 63720 km² y una población estimada (en 2001) de 107629 habitantes y su capital es Swakopmund. Comprende seis distritos electorales: Omaruru, Karibib, Brandberg, Arandis, Swakopmund y Walvis Bay.
La región es llamada así por las Montañas Erongo, un punto muy conocido en Namibia y en esta área. Todas las localidades principales en esta región están conectadas por caminos pavimentados.
En el oeste, Erongo tiene costa al Océano Atlántico. En tierra, limita con las siguientes regiones:
- Kunene - norte
- Otjozondjupa - este
- Khomas - sudeste
- Hardap - sur

## Economía
Las áreas de los Omaruru, Karibib y Okombahe/Uis/Tsubeses están situadas en una región semiárida de cosecha y tienen un patrón similar de cosecha. Combinan también la cosecha comunal y la cosecha comercial. 
Varias operaciones de minería ocurren dentro de esta región en lugares como Navachab y en pequeña escala en lugares alrededor de Uis y el área desértica. Karibib también tiene la industria del mármol. Walvis Bay es el lugar principal de la industria pesquera de Namibia. En Arandis existen industrias mineras, y manufacturas en Swakopmund.
La región, colindante con la costa, está bastante desarrollada. Existen facilidades como escuelas, hospitales y clínicas, servicios de electricidad y telecomunicaciones, con algunas excepciones.

## Distritos electorales
La región posee siete distritos electorales:
- Daures
- Omaruru
- Arandis
- Karibib
- Swakopmund
- Walvis Bay Urbano
- Walvis Bay Rural